# Rougham (Norfolk)
Rougham – wieś i civil parish w Anglii, w hrabstwie Norfolk, w dystrykcie Breckland. Leży 42 km na zachód od Norwich i 150 km na północny wschód od Londynu. Miejscowość liczy 152 mieszkańców.